# Ishikawajima Ne-20
Ne-20 (ネ-20) là loại động cơ máy bay tuốc bin phản lực được phát triển bởi xưởng công binh Không lực Hải quân cho máy bay phản lực đầu tiên của Nhật Bản là chiếc Nakajima Kikka trong chiến tranh thế giới thứ hai. Nó được phát triển dựa theo bản vẽ động cơ BMW 003 của Đức quốc xã được giao cho Nhật trong chiến tranh, động cơ đã qua được các giai đoạn thử nghiệm, kết hợp các nâng cấp và đưa vào sản xuất hàng loạt nhưng chưa được nhiều trước khi chiến tranh kết thúc.

## Phát triển
Việc phát triển loại động cơ này được thực hiện khi yêu cầu về một loại máy bay có tốc độ cao để có thể tránh được cácđòn tấn công của các tiêm kích cơ đối phương và tiếp cận mục tiêu trong thời gian ngắn, chỉ có các máy bay phản lực mới đạt được yêu cầu đó. Vì thế xưởng công binh Không lực Hải quân đã hợp tác với tập đoàn công nghiệp nặng Ishikawajima để phát triển loại động cơ này. Vấn đề chính khi phát triển động cơ là vật liệu chịu lực và nhiệt mà tại thời điểm đó việc sử dụng các kim loại hiếm như coban hay niken vốn sử dụng trong thiết kế của Đức rất hạn chế, vì thế Nhật đã phát triển một loại hợp kim thép không gỉ đặc biệt là Cr-W để sử dụng cho động cơ.
Động cơ đã hoàn tất được các cuộc thử nghiệm và khoảng 50 động cơ đã được chế tạo khi tiến hành sản xuất hàng loạt nhưng việc chế tạo bị hủy bỏ do chiến tranh kết thúc và một số động cơ hoàn thiện đã bị mang sang Hoa Kỳ để quân đội nghiên cứu số khác bị phá hủy để ngăn công nghệ lọt vào tay Liên Xô còn những động cơ dở dang bị bỏ không cho hoàn thiện. Nhưng vẫn còn một số động cơ vẫn tồn tại cho đến hiện tại và những kinh nghiệm khi phát triển loại động cơ này được sử dụng để phát triển loại động cơ kế tiếp là J3.